# Piotr Pietrowski
Piotr Grigorjewicz Pietrowski (ros. Пётр Григорьевич Петровский, ur. 1 października?/13 października 1899 w Kajdakach w guberni jekaterynosławskiej, zm. 11 września 1941 k. Orła) – radziecki wojskowy, dziennikarz i działacz partyjny.

## Życiorys
Syn Hryhorija Petrowskiego, w 1916 wstąpił do SDPRR(b), od lutego 1917 do lutego 1918 pomocnik sekretarza i członek komitetu SDPRR(b) w Piotrogrodzie, w październiku-listopadzie 1917 członek Czerwonej Gwardii w Piotrogrodzie. Od marca do maja 1918 przewodniczący Kolegium Agitacyjno-Organizacyjnego Miejskiego Komitetu Miejskiego RKP(b) w Moskwie, w lipcu 1918 pomocnik komisarza Sztabu 4 Armii Frontu Wschodniego wojny domowej w Rosji, od lipca do września 1918 przewodniczący Czeki przy Wydziale Politycznym Sztabu 4 Armii i zastępca przewodniczącego samarskiej gubernialnej frontowej Czeki. W październiku 1918 w 22 Dywizji Piechoty 4 Armii, w listopadzie-grudniu 1918 komisarz Sztabu 4 Armii, od grudnia 1918 do stycznia 1919 przewodniczący samarskiej gubernialnej Czeki, zastępca komisarza wojskowego 22 Dywizji Piechoty i członek Uralskiego Obwodowego Komitetu Rewolucyjnego, od stycznia 1919 komisarz wojskowy i szef Wydziału Politycznego 22 Dywizji Piechoty 4 Armii. Od lutego 1919 do lutego 1921 główny redaktor gazety „Jainickaja Prawda” w Uralsku, od kwietnia do września 1919 przewodniczący Uralskiego Komitetu Miejskiego RKP(b), w 1919 przewodniczący Uralskiego Miejskiego Komitetu Rewolucyjnego, od czerwca 1919 do lipca 1920 sekretarz uralskiego komitetu gubernialnego RKP(b).
Od lipca do października 1920 komisarz Uralskiej Drużyny Bojowej, w latach 1920-1921 sekretarz odpowiedzialny uralskiego komitetu gubernialnego RKP(b), w marcu 1921 brał udział w likwidacji powstania w Kronsztadzie, od lipca do grudnia 1921 przewodniczący twerskiego gubernialnego Sownarchozu. Od 15 grudnia 1921 do 23 marca 1922 sekretarz odpowiedzialny twerskiego gubernialnego komitetu RKP(b), od marca do października 1922 wojskowy komisarz i szef Wydziału Politycznego 6 Orłowskiej Dywizji Piechoty, w latach 1922-1925 członek KC Komsomołu, od listopada 1922 do grudnia 1923 zastępca szefa wydziału KC Komsomołu. Od grudnia 1923 do kwietnia 1924 sekretarz odpowiedzialny Moskiewskiego Komitetu Komsomołu, w latach 1923-1925 przewodniczył delegacji KC Komsomołu w Komunistycznej Międzynarodówce Młodzieży, od kwietnia 1924 do marca 1926 słuchacz kursów marksizmu-leninizmu przy Akademii Socjalistycznej, 1925 na polecenie władz ZSRR przebywał nielegalnie w Niemczech i Czechosłowacji, aresztowany w Holandii, w 1926 zwolniony. Od lutego 1926 do marca 1927 zastępca kierownika Wydziału Agitacyjno-Propagandowego Komitetu Miejskiego WKP(b) w Leningradzie, od października 1926 do grudnia 1928 redaktor odpowiedzialny pisma „Zwiezda”, jednocześnie od września 1927 do października 1928 redaktor odpowiedzialny gazety „Leningradskaja Prawda”, od stycznia 1929 do maja 1931 zastępca redaktora pisma „Niżnieje Powołże” w Saratowie. Od maja do listopada 1931 kierownik Wydziału Kadr i zastępca dyrektora Wszechzwiązkowego Instytutu Gospodarki Zbożowej w Saratowie, 1932 wykładowca ekonomii politycznej Saratowskiego Instytutu Elektryfikacji Gospodarki Rolnej, profesor.
28 września 1932 aresztowany, 11 października 1932 skazany na rok zesłania do Aktiubińska, 18 lutego 1933 ponownie aresztowany, 19 kwietnia 1933 skazany na 3 lata pozbawienia wolności, w lipcu 1934 zwolniony. Od października 1934 instruktor odpowiedzialny Zjednoczonego Wydawnictwa Państwowego, 23 lutego 1937 aresztowany i 10 listopada 1937 skazany na 15 lat pozbawienia wolności i 5 lat utraty praw, 8 września 1941 Kolegium Wojskowe Sądu Najwyższego ZSRR skazało go na śmierć pod zarzutem przynależności do organizacji antyradzieckiej; wyrok wykonano 3 dni później w czasie masakry w lesie Miedwiediewskim pod Orłem. 19 września 1957 został pośmiertnie zrehabilitowany.